# Mahjong
El mah jong o mah-jongg (en chino tradicional, 麻將; en chino simplificado, 麻将, pronunciado /maˈtɕjɑŋ/) es un juego de mesa de origen chino, exportado al resto del mundo, y particularmente a occidente a partir de los años 1920. En chino también se le conoce como gorrión. Además de la versión original china, se incluye sus variantes (japonés, coreano, estadounidense y solitario, por mencionar algunos). Por su popularidad e influencia, fue extendido a todo el mundo a través de internet.
Su antecesor recibía el nombre de «juego de hojas en tiras», ya que las fichas eran de cartulina, como los naipes actuales. Progresivamente se abandonó este material y se empezaron a fabricar fichas de hueso o  marfil, madera y, sobre todo, bambú, aunque actualmente lo normal es utilizar el plástico, más duradero y barato. No obstante, se siguen fabricando, como se hizo en la antigüedad, verdaderas obras de arte en distintos materiales.
El mahjong, en su versión original, está compuesto de 144 fichas o tejas genéricas, pero ese número cambia dependiendo del tipo de set, en donde se agrega o elimina algunas fichas. En muchas variantes, los jugadores tienen 13 fichas para empezar el juego y, al robar una ficha N.º 14, ganaría el juego si tiene 4 sets (Chow, Pung y Kong, alternada) y el par de ojos.

## Historia
Según parece, el mahjong es un descendiente directo de un antiguo oráculo que hace miles de años consultaban los adivinos chinos. Cuando los astrónomos empezaron a registrar las progresiones del Sol, la Luna y los planetas, utilizaron un mecanismo sencillo, un tablero, para calcular las posiciones de los cuerpos celestes. El movimiento a través de los cielos se registraba moviendo unos contadores alrededor de las divisiones del tablero. Este, u otro parecido, es posiblemente también el origen de juegos muy difundidos, como el parchís, o la oca. Pero precisamente en el mahjong resultan reconocibles algunos restos de este origen, como por ejemplo en el hecho de que los puntos cardinales se encuentren invertidos, ya que se trata de representar un mapa celeste, no terrestre, o que se repartan trece fichas, que son los meses del calendario lunar.
De todas formas, la historia del mahjong está poco clara y abundan los antecedentes poco documentados. Por ejemplo, una de las leyendas sobre su origen afirma que el juego fue inventado por Confucio alrededor del año 500 a. C. Según esto, las fichas de los tres dragones, Rojo, Verde y Blanco —en chino, respectivamente, en chino simplificado, 中; pinyin, Zhōng; literalmente, ‘centro’, en chino simplificado, 發; pinyin, Fā; literalmente, ‘prosperidad’ y pinyin, 白; literalmente, ‘blanco’—, representarían las virtudes confucianas de benevolencia, sinceridad y piedad filial. El dragón Rojo haría referencia a China (en chino simplificado, 中国; pinyin, Zhōngguó; literalmente, ‘País del Centro’). También según esta leyenda, Confucio habría sido un enamorado de los pájaros, lo que explicaría el nombre de «gorrión» que también recibe el juego.
Un juego, más o menos emparentado con el actual mahjong, fue inventado en la dinastía Tang, durante los años del reinado del emperador Tai Zong (626-649), para diversión de la casa imperial y la nobleza. Sin embargo, no hay evidencia de la existencia del mahjong antes de la época de la Rebelión Taiping, a mediados del siglo XIX. El consenso general es que el juego fue desarrollado alrededor de 1850 basándose en juegos de cartas y de dominó ya existentes. Muchos historiadores creen que se basó en un juego de cartas llamado en chino tradicional, 馬吊; en chino simplificado, 马吊; literalmente, ‘caballo colgado’ o en chino tradicional, 葉子; en chino simplificado, 叶子; literalmente, ‘hoja’ de comienzos de la dinastía Ming. Este juego se jugaba con cuarenta cartas numeradas del 1 al 9 en nueve palos con cuatro cartas extra de flores, de manera similar al actual mahjong. Según algunos, el juego habría sido creado por oficiales del ejército durante la Rebelión Taiping para pasar el tiempo. Según otra teoría, habría sido creado por un noble que vivía en los alrededores de Shanghái entre 1870 y 1875. Otros creen que fue obra de dos hermanos que vivían en la ciudad de Ningpo.
Pero en realidad, el mahjong tal y como lo conocemos hoy en día tiene una historia bastante más corta, pues se remonta al final de la China imperial a principios del siglo XX; este es el llamado "viejo estilo".
La primera vez que se hizo mención del mahjong en una lengua distinta al chino fue en 1895, en un artículo del antropólogo americano Stewart Culin y para 1910 ya había varios escritos en otras lenguas, como francés o japonés. En Estados Unidos, Joseph Park Babcock escribió un libro llamado Rules of Mah-Jongg ("Reglas del Mah-Jongg"), que en una versión simplificada de 1920 era conocido como "el libro rojo", aunque estas simplificaciones se abandonarían posteriormente. El juego tuvo a partir de los años veinte un gran éxito en Inglaterra y Estados Unidos, donde se dio a conocer con nombres comerciales como Pung Chow o Game of Thousand Intelligences, formando parte de la moda por todo lo oriental, dedicándosele también canciones de éxito, como Since Ma is Playing Mah Jong, de Eddie Cantor. Era jugado sobre todo por mujeres. En los años treinta, en Estados Unidos, se hicieron varias revisiones de las reglas hasta que en 1937 se creó la "Liga Nacional de Mah Jongg" (National Mah Jongg League, NMJL) y se estandarizó el reglamento con el libro Maajh: The American Version of the Ancient Chinese Game (Maajh: la versión americana del antiguo juego chino). Aunque en los años veinte había sido un juego aceptado por personas de todo tipo de razas, a partir de esta oficialización fue considerado racistamente como un juego judío, debido a que muchos de sus jugadores lo eran; e incluso la NMJL fue considerada como una organización judía, producto del antisemitismo. La versión occidental del juego es llamada nuevo estilo, aunque parece ser que el origen de estas modificaciones proviene de Pekín y Shanghái, por lo que a veces a este nuevo estilo se la denomina estilo Shanghái.
Sea como fuere, lo indudable es que actualmente la mayor parte de los jugadores se encuentran en Taiwán y Estados Unidos, ya que durante décadas estuvo prohibido en la China comunista. Sin embargo, con las reformas políticas emprendidas a principios de los años 90, el mahjong ha pasado a ser considerado deporte oficial desde 1998 en la China continental y, aunque nunca dejó de jugarse en las casas, ahora vuelve a ser habitual la estampa de los jugadores de mahjong en las calles de las poblaciones chinas. Junto con la despenalización de su práctica, el gobierno chino editó un reglamento oficial que es el que rige en los campeonatos mundiales oficiales, el primero de los cuales se celebró en Tokio en 2002. De esta forma, se ha pretendido recuperar un patrimonio cultural de China que estaba siendo usurpado por otras naciones asiáticas.
El mahjong ha adquirido una popularidad enorme en toda Asia, de modo que muchos países lo consideran su juego nacional. Existen muchas variantes adaptadas a cada país como ocurre con la japonesa, coreana, vietnamita o la filipina, y resulta normal que cualquier acto festivo, celebración, comida, o incluso negocio, acabe con unas partidas de mahjong. También existe una variante israelí.

## Características y objetivo
El mahjong es un juego para cuatro jugadores y raras veces se practica con un número distinto de participantes. No obstante, también pueden jugarlo tres, aunque el juego pierde interés. Por tanto, siempre supondremos que hablamos del juego para cuatro jugadores.
Uno de los aspectos que hemos de considerar es el origen chino del mahjong, lo cual representa de por sí, a ojos de los occidentales, un atractivo, por dotar de cierto exotismo al juego, principalmente en lo que se refiere al diseño de las fichas y a la terminología empleada, que en varios casos utiliza los términos originales chinos.
Entre las virtudes del mahjong, que sin duda han contribuido a popularizarlo tan extraordinariamente, destacan las siguientes:
- Es relativamente fácil aprender a jugar; las reglas básicas se pueden enseñar en una o dos partidas.
- Es un juego social ideal. Al tiempo que cada jugador se concentra en sus trece fichas, puede entablar conversación con los otros tres; así es posible incluso realizar negocios en un ambiente agradable.
- Es un juego fácilmente adaptable y muy flexible. Los cuatro jugadores establecen conjuntamente sus propias reglas, y los límites de tiempo. El juego puede interrumpirse en cualquier momento para atender algún asunto momentáneo, y ser continuado más tarde.
- La dificultad del juego puede aumentar o disminuir a voluntad, según las reglas que se incluyan de acuerdo con la experiencia de los participantes.
- Un conjunto de fichas dura toda la vida.

Cada jugador participa de modo individual: no hay ningún sistema que permita establecer equipos. El juego se desarrolla en partidas sucesivas, cada una de las cuales solamente puede ser ganada por uno de los cuatro jugadores; siempre que finaliza una partida el ganador recibe puntos de los tres perdedores. Al final se hace un recuento de puntos, y se determina la situación de cada uno. Aunque esto puede hacerse apuntando en un papel los puntos de cada jugador, lo mejor es proveerse de fichas que simbolicen los puntos, a modo de moneda.

### Equipo necesario
Para jugar al mahjong es imprescindible procurarse un juego de fichas específicas. Si además contamos con otros elementos la partida será mucho más agradable, pero se puede prescindir de ellos. Por ejemplo es recomendable contar con atriles para colocar las fichas (uno para cada jugador); un conjunto de fichas para contabilizar los puntos (o palos de 100, 1000, 5000 y 10000 puntos en los sets japoneses y coreanos); una mesa cuadrada, o redonda; dos dados; y cuatro discos o etiquetas con las inscripciones o símbolos de los cuatro vientos (Este, Sur, Oeste y Norte), para mostrar en cada momento la ronda que se está jugando.
Los atriles, dados y símbolos de los cuatro vientos a veces se incluyen con el juego básico de fichas, también llamadas tejas. En sets japoneses, coreanos y de algunas variantes, las fichas de puntuación son remplazadas por palos de puntos. A veces también se usan unas regletas auxiliares que ayudan a la formación de la muralla.

### Fichas
El mahjong, en su versión original, está compuesto de 144 fichas o tejas genéricas, pero en sets japoneses se requieren 136 fichas para empezar sin las flores o estaciones.
|         |                        | N.º                                       | N.º                                       | N.º                                       | N.º                                       | N.º                              | N.º                              | N.º                              | N.º        | N.º        | N.º    | N.º    |
| 1       | 2                      | 3                                         | 4                                         | 5                                         | 6                                         | 7                                | 8                                | 8                                | 9          | 9          |        |        |
| ------- | ---------------------- | ----------------------------------------- | ----------------------------------------- | ----------------------------------------- | ----------------------------------------- | -------------------------------- | -------------------------------- | -------------------------------- | ---------- | ---------- | ------ | ------ |
| Clases  | Círculos (4 por ficha) |                                           |                                           |                                           |                                           |                                  |                                  |                                  |            |            |        |        |
| Clases  | Bambús (4 por ficha)   |                                           |                                           |                                           |                                           |                                  |                                  |                                  |            |            |        |        |
| Clases  | Letras (4 por ficha)   |                                           |                                           |                                           |                                           |                                  |                                  |                                  |            |            |        |        |
| Honores | Honores                | Vientos o puntos cardinales (4 por ficha) | Vientos o puntos cardinales (4 por ficha) | Vientos o puntos cardinales (4 por ficha) | Vientos o puntos cardinales (4 por ficha) | Dragones o colores (4 por ficha) | Dragones o colores (4 por ficha) | Dragones o colores (4 por ficha) | Bonus      | Bonus      | Bonus  | Bonus  |
| Honores | Honores                | Este                                      | Sur                                       | Oeste                                     | Norte                                     | Rojo                             | Verde                            | Blanco                           | Estaciones | Estaciones | Flores | Flores |
| Honores | Honores                |                                           |                                           |                                           |                                           |                                  |                                  |                                  |            |            |        |        |
| Honores | Honores                |                                           |                                           |                                           |                                           |                                  |                                  |                                  |            |            |        |        |

Dependiendo de los sets, es posible usar flores o estaciones, que no se repiten. En las versiones de 3 jugadores, eliminan el viento norte y una versión provincial china elimina las fichas de honor. Los sets coreanos se eliminan las fichas bambú o dejan solo las fichas 1 y 9 de la misma clase. Los sets japoneses raramente utilizan flores o estaciones. Además, en los sets japoneses y dependiendo de las reglas usan fichas rojas, remplazando a algunas fichas originales, lo que aumenta el indicador de dora.

### Sorteo de jugadores

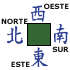

Una vez que los jugadores han tomado asiento, en el orden que deseen, se procede a asignar a cada uno un viento o punto cardinal, cuyo orden no es el habitual en occidental, sino Este - Sur - Oeste - Norte, en sentido contrario de las agujas de un reloj. Esta ordenación, aparentemente caprichosa, responde a que los puntos cardinales de un mapa están al revés, como si en el cielo hubiera un mapa transparente y nosotros, que lo vemos desde el suelo, mirásemos los puntos cardinales del revés. Evidentemente, no es necesario tener en cuenta nada de esto, basta con seguir el orden indicado como una regla del juego, que en el fondo es lo que resulta ser.
Para determinar qué jugador es el Este se tiran dos dados, y quien obtenga mayor puntuación queda investido como Viento del Este. Los otros jugadores quedan entonces también determinados, según se ha explicado anteriormente. Es decir, el jugador de su derecha es el Sur, el de enfrente es el Oeste, y el de su izquierda es el Norte.
Como curiosidad, ha de decirse que la forma original de determinación del Viento del Este es mucho más compleja y elaborada entre jugadores chinos, con vientos provisionales que sirven para determinar luego los definitivos. Sin embargo, como el propósito es el mismo, entendemos el sistema descrito como perfectamente válido.

### Número de partidas y rondas

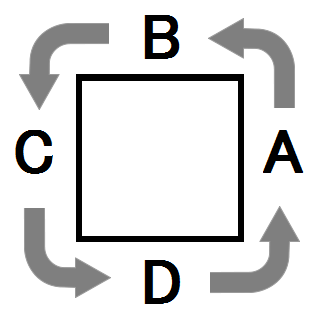
Dependiendo del viento, el punto A que recibe Este parte el turno, luego B (Sur), C (Oeste) y finalmente D (Norte).

Una «partida» corresponde a cada uno de los episodios en los cuales se mueven y reparten las fichas, y que termina o bien cuando algún jugador da fin al mismo haciendo mahjong o bien cuando se acaban las fichas de la muralla. Cada partida tiene dos vientos que le afectan, el viento prevalente (o viento de ronda) y el viento propio (o viento de asiento). La primera partida tiene como viento prevalente el Este. Se llama «viento propio» al viento que le corresponde a cada jugador. El viento prevalente se cambia cada cuatro partidas (o una ronda). A continuación de la ronda del viento Este, comenzaría la ronda del Sur, y así sucesivamente. En caso de empate o si gana el viento este, se repite la partida (o sea, los vientos no se rotan). Por tanto, podemos hacer el siguiente esquema provisional (jugando el modo todos los vientos y suponiendo que el jugador A es aquel al que le tocó ser Este por primera vez):
| N.º ronda | N.º partida | Viento prevalente | Jugadores | Jugadores | Jugadores | Jugadores | Comentarios    |
| N.º ronda | N.º partida | Viento prevalente | A         | B         | C         | D         | Comentarios    |
| --------- | ----------- | ----------------- | --------- | --------- | --------- | --------- | -------------- |
| 1         | 1           | Este              | E         | S         | O         | N         | Gana jugador C |
| 1         | 2           | Este              | N         | E         | S         | O         | Gana jugador D |
| 1         | 3           | Este              | O         | N         | E         | S         | Gana jugador A |
| 1         | 4           | Este              | S         | O         | N         | E         | Gana jugador B |
|           |             |                   |           |           |           |           |                |
| 2         | 5           | Sur               | E         | S         | O         | N         | Gana jugador B |
| 2         | 6           | Sur               | N         | E         | S         | O         | Gana jugador D |
| 2         | 7           | Sur               | O         | N         | E         | S         | Empate         |
| 2         | Extra       | Sur               | O         | N         | E         | S         | Gana jugador A |
| 2         | 8           | Sur               | S         | O         | N         | E         | Gana jugador B |
|           |             |                   |           |           |           |           |                |
| 3         | 9           | Oeste             | E         | S         | O         | N         | Gana jugador C |
| 3         | 10          | Oeste             | N         | E         | S         | O         | Gana jugador A |
| 3         | 11          | Oeste             | O         | N         | E         | S         | Gana jugador A |
| 3         | 12          | Oeste             | S         | O         | N         | E         | Gana jugador C |
|           |             |                   |           |           |           |           |                |
| 4         | 13          | Norte             | E         | S         | O         | N         | Gana jugador B |
| 4         | 14          | Norte             | N         | E         | S         | O         | Gana jugador D |
| 4         | 15          | Norte             | O         | N         | E         | S         | Gana jugador C |
| 4         | Extra       | Norte             | O         | N         | E         | S         | Gana jugador B |
| 4         | Última mano | Norte             | S         | O         | N         | E         | Gana jugador A |

Conseguir tener una combinación del viento prevalente o del viento propio es importante para calcular la puntuación (más tarde se verá cómo). Cuando en una partida coinciden para un jugador el viento prevalente y el viento propio, se dice que ese viento es «viento doble», lo que constituye una circunstancia muy favorable; en la primera ronda, para el jugador Este, el Este es viento doble.
Por tanto, según el esquema anterior habría cuatro rondas de cuatro partidas cada una. Sin embargo, si una partida es ganada por el jugador que era Este, dicho jugador repetiría en la siguiente como Este, y así tantas veces como fuera necesario, por lo que las rondas pueden tener más de cuatro partidas.
Llamaremos juego al conjunto de las cuatro rondas. A estas alturas ya sabemos que un juego tiene cuatro rondas, y cada ronda al menos cuatro partidas, por lo que un juego tiene un mínimo de dieciséis partidas. En sets japoneses también se puede jugar una o dos rondas.
Antes de empezar a jugar una partida de Mahjong debe acordarse el número de rondas que se van a jugar o el tiempo que va a durar el juego. Normalmente se suelen acordar 1, 2 o 4 rondas, y si se establece por tiempo, 90 o 120 minutos.
En cuanto a la duración, una partida puede ser muy rápida, o no tanto. Teóricamente, podría dar la casualidad de que uno de los jugadores cerrase con las fichas que se le reparten (aunque la probabilidad es pequeñísima), pero lo habitual es tardar unos 20 minutos en cada partida. Así que lo más normal es que un juego de 4 rondas dure aproximadamente unas 2 o 3 horas, dependiendo de la rapidez de los jugadores a la hora de jugar y de construir la muralla.

## Desarrollo de la partida

### Formación de la muralla

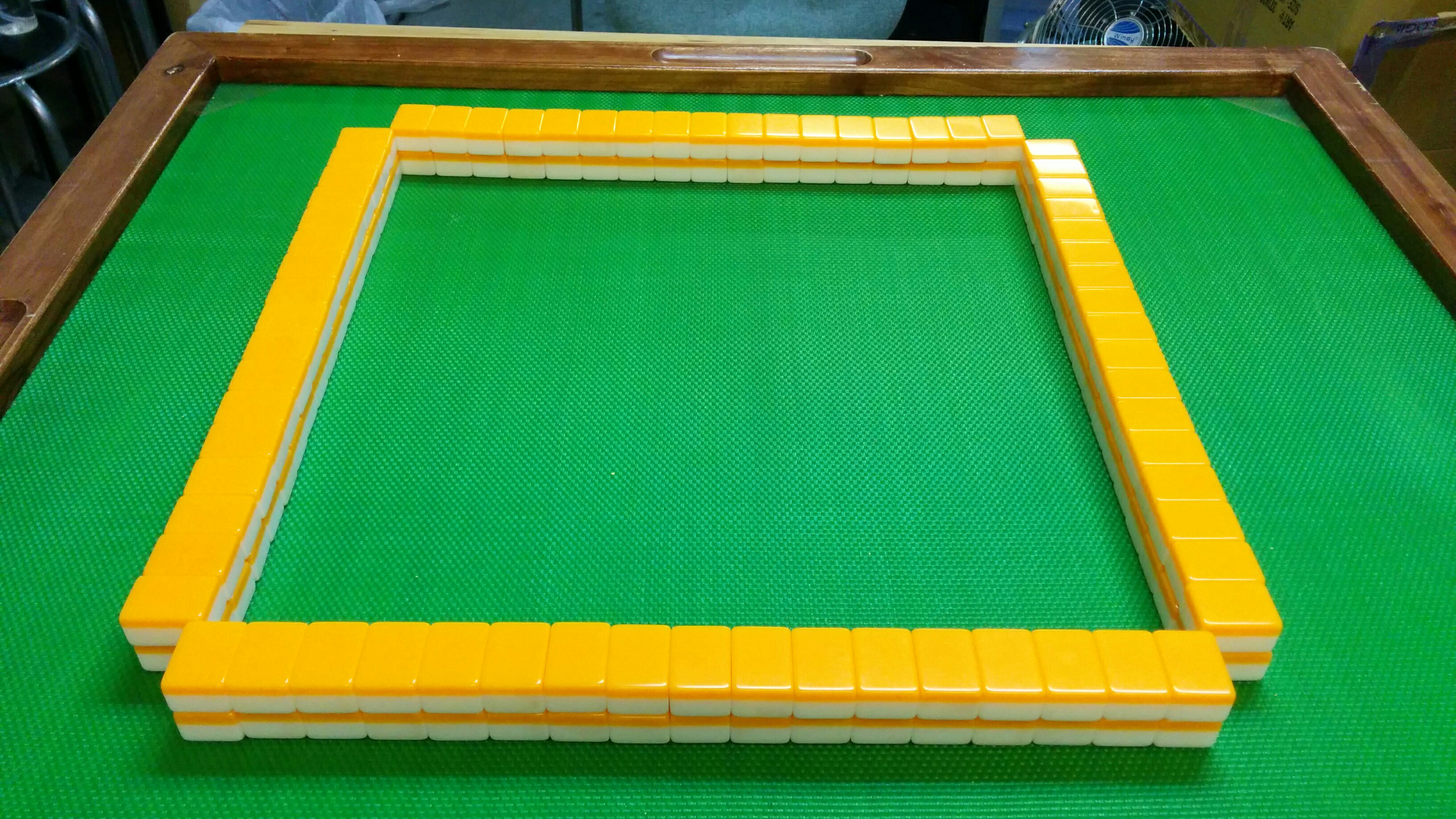
Colocando la mesa lista para romper el muro

Una vez situadas boca abajo todas las fichas sobre la mesa, los jugadores procederán a mezclarlas bien para que no queden rastros de ordenaciones anteriores. A continuación se construirá la denominada muralla, utilizando todas las fichas, formada por cuatro paredes, cada una de 18 fichas de longitud (17 si no se emplean las flores y estaciones) y dos fichas de altura. Todas estas fichas estarán boca abajo. Las cuatro hileras se dispondrán como lados de un cuadrado, en el centro del cual se van dejando las fichas que se descartan.

### Apertura de la muralla y reparto de las fichas

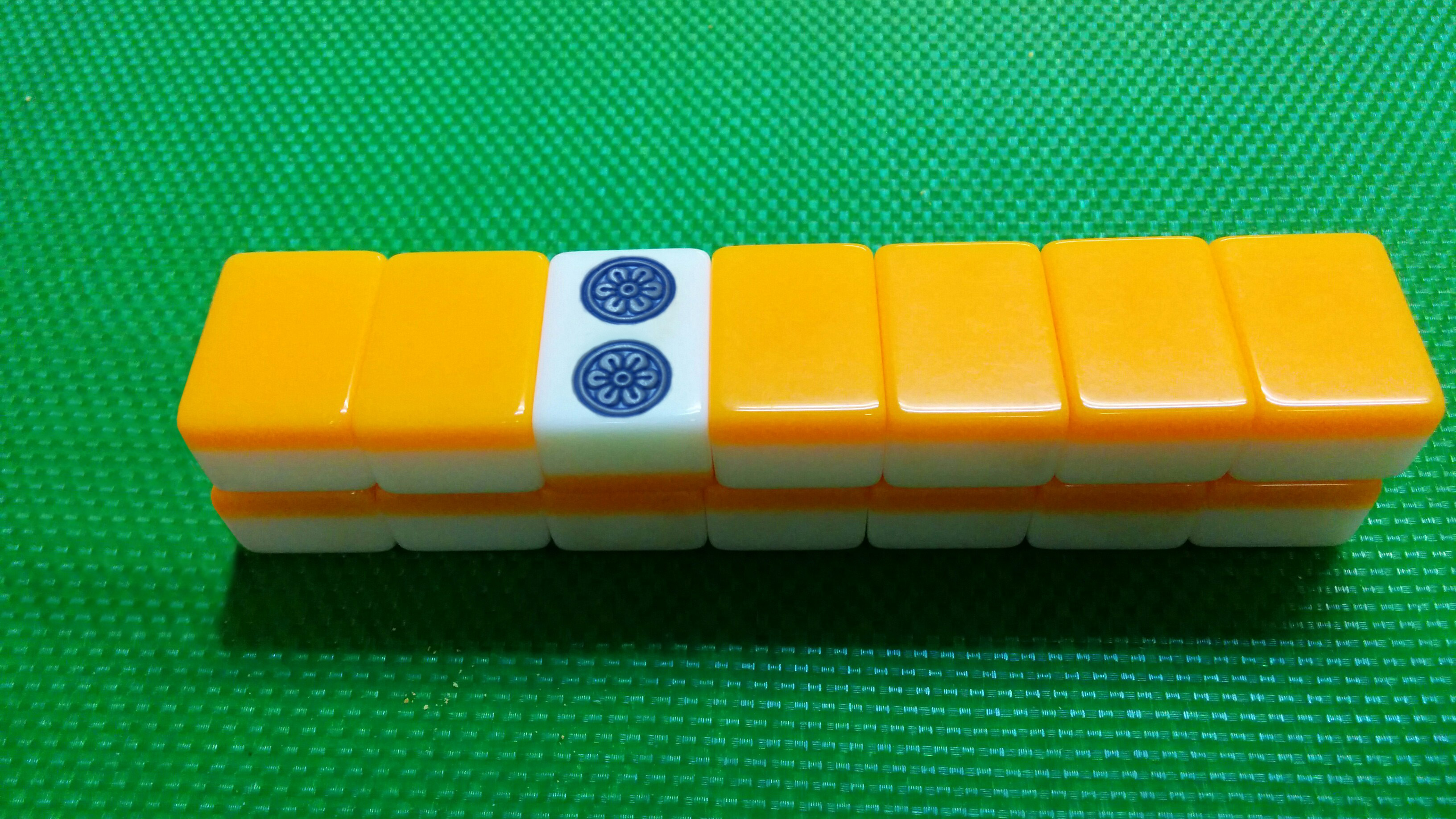
En sets japoneses, una de las fichas del muro muerto indican el dora.

El jugador que es viento Este toma dos dados y los tira; con el número obtenido, cuenta, en sentido antihorario y empezando por sí mismo, por qué lado de la muralla se cogerán las fichas. Por ejemplo, supongamos que el viento Este tira los dados y obtiene un 7, se cogerán las fichas por el lado del jugador Oeste (1 Este, 2 Sur, 3 Oeste, 4 Norte, 5 Este, 6 Sur y 7 Oeste).
Una vez que se sabe el lado de la muralla por el que se empezarán a coger las fichas, el jugador de ese lado del muro contará desde su esquina derecha de la muralla tantas hileras hacia la izquierda como el número que había salido en los dados; en nuestro ejemplo, el Oeste se detendría en la hilera 7; (como cada hilera es doble, en ese momento hay 14 fichas desde la esquina derecha hasta ese lugar). A partir de esa ficha, el jugador Este toma cuatro, y se las pone delante (es decir, se reparte a él el primero), que corresponderían en nuestro ejemplo a las hileras 7 y 8; luego el Sur se cogería otras dos hileras (la 9 y la 10), etc.; cuando cada jugador haya cogido cuatro fichas, se repite esta misma operación dos veces más, de modo que cada uno tenga 12 fichas; a continuación, cada jugador se coge una ficha más, siempre comenzando por el Este, con lo que todos tienen 13 fichas, y por último, el Este toma una última ficha para él solo, con lo que el viento Este queda con 14 fichas, y los demás con 13. El hueco dejado por las fichas que se han repartido se llama brecha, por eso a veces el reparto inicial de tejas se denomina «abrir la brecha de la muralla». El juego ha comenzado.
Por último, contando 7 hileras desde la brecha hacia la derecha (es decir, serían las 14 fichas del final), estas fichas se denominan Muro muerto, y sirven para coger las fichas extra tras hacerse Kongs, mostrar una flor o estación en algunos sets o indicar el dora en sets japoneses. Las fichas del Muro muerto no se juegan por lo que si en la muralla no quedasen más fichas la partida se daría por concluida.

### Turno de cada jugador
Una vez repartidas las fichas, el jugador que es viento de asiento ha quedado con 14 fichas en la mano. Si casualmente resultase que las fichas que le han correspondido forman mahjong lo diría de inmediato y esa partida habría finalizado; pero esto es muy raro, así que ha de intentar ir buscando mejores fichas. En sets japoneses es posible hacer un robo abortivo en su primer turno por lo cual la partida queda cancelada.
Entonces, el primer jugador descartará una de las fichas que tiene en su mano, y la pondrá sobre la mesa, boca arriba, en el espacio central bordeado por la muralla. Esto significa que ha terminado su turno, y (salvo que otro jugador robara una ficha descartada por el primero para crear Chow, Pung o Kong abierto, o que forzara a hacer mahjong que terminaría la partida) comienza el del jugador de su derecha, el cual procederá a robar la primera ficha de la muralla (la situada a la izquierda de la brecha recién abierta), será la ficha inferior de su fila, ya que la ficha de arriba ha sido repartida. Tras robar, queda con 14 fichas, y entonces (salvo que haya formado un mahjong en todos los sets, o un robo abortivo en los sets japoneses, con lo cual terminaría o cancelaría la partida respectivamente), localiza una ficha que quiera descartar, lo hace, y pasa el turno, y así sucesivamente.
Es importante señalar que los jugadores van tomando siempre la primera ficha libre de la muralla, es decir, la situada a la izquierda de la brecha; aunque no se ha mencionado hasta ahora, queda claro que se toman las fichas de arriba abajo, es decir, primero la ficha de arriba, luego la de abajo, luego la de arriba de la hilera siguiente, etc. Este principio por el que los jugadores van tomando por turno una ficha de la muralla queda afectado por algunas excepciones que se indican más adelante, las cuales permiten que un jugador pueda tomar la ficha descartada por otro, y que el orden de juego se altere, saltándose a algún jugador.

### Final de la partida
A medida que se vaya desarrollando la partida van a irse consumiendo progresivamente las fichas de la muralla. Generalmente la partida terminará cuando cualquiera de los cuatro jugadores consiga colocar sus fichas haciendo mahjong, pero si se diera el caso de que se consumieran todas las fichas válidas sin que ninguno lo hubiera conseguido, se comenzará una nueva partida, rotando los vientos asignados a cada jugador. Se consideran fichas válidas todas menos las 14 últimas que formaban el Muro muerto, es decir, en el momento que un jugador deja 14 fichas en la muralla y no ha podido hacer él mismo mahjong (salvo las llamadas tenpai en los sets japoneses), la partida ha finalizado sin vencedor. Téngase en cuenta que, aunque se va robando siempre en sentido de las agujas del reloj, es decir, siguiendo la brecha abierta en la muralla cuando se dieron las fichas al inicio, a veces se toman fichas del otro extremo de la muralla (esto ocurre cuando se hace "kong", como más tarde se verá), con lo cual las últimas 14 fichas de la muralla pueden ir "moviéndose" a lo largo de la partida.
Una vez finalizada la partida, y determinado el ganador y los perdedores, se procede al recuento de puntos que debe recibir el primero por parte de cada uno de los perdedores; esta operación se realiza con la ayuda de todos, ya que aunque la rivalidad entre estos sea grande mientras compiten, es normal colaborar para agilizar esta fase del juego, que es la más tediosa, especialmente si los jugadores son novatos.
Si el ganador fue el jugador que era Este, se repite la partida (o sea, los vientos no se rotan) y solo en sets japoneses se agregan un homba para la siguiente partida. En otro caso, los vientos se rotan en sentido antihorario. Es decir, el Este pasaría a ser Norte, el Sur sería Este, el Oeste sería Sur y el Norte sería Oeste. 
Tras esto, se mezclan las fichas, y se comienza una nueva partida. Si el jugador se quedase con puntaje negativo en sets japoneses, se acaba el juego. Lo mismo ocurre en sets japoneses si el jugador este gana la última mano (オーラス oorasu?) vía victoria y cierre (agari-yame, あがりやめ).

#### Empates
En caso de que las fichas del muro se agoten (no cuentan las del muro muerto), la partida considera empate (se llama ryūkyoku en este caso) y dependiendo del set o del reglamento, podría rotar los vientos o repetir partida. En sets japoneses, además de optar por repetir partida o cambiar los vientos, para desempatar la partida, se llamará a tenpai si un jugador tiene una mano lista para determinar al(los) ganador(es) de la partida, además de un homba para la siguiente partida.
En el mahjong japonés, si 3 jugadores declaran mahjong al mismo tiempo (triple ron), es posible activar la regla de sanchahō (三家和?), que al hacer triple ron se considera empate. Debido a eso, los palos de 1000 puntos para hacer rīchi no pueden ser divididos en 3. Esa regla se considera robo abortivo, lo que cancela la partida en el proceso.

#### Robos abortivos
En sets japoneses, dependiendo de las reglas y cuando hay fichas disponibles, una partida se puede cancelar haciendo estos robos abortivos. En todos estos casos, las partidas canceladas cuentan como empate y, dependiendo de la situación, se repite la partida o se rota los vientos. El jugador puede cancelar la partida haciendo:
- Kyūshu yaochūhai tōhai (九種么九牌倒牌?) o Kyūshu kyūhai (九種九牌?): En el primer turno si tiene 9 o más fichas terminales (1 y 9) o de honor y si otro jugador no haya declarado fichas anteriormente, el jugador muestra boca arriba todas las fichas (por ejemplo:              , pero se puede tratar como 13 huérfanos en el 2.º o siguientes turnos).
- Barrera de cuatro vientos (四風子連打 Sūfontsu rentā?): En el primer turno de cada jugador cuando no tiene fichas declaradas, todos los jugadores descartaron el mismo viento (ejemplo: ).
- Cuarto rīchi (四家立直 Sūcha rīchi?) o Yonin rīchi (四人立直?): Ocurre si todos los jugadores declaran rīchi (mano lista) en una misma partida.
- Aborto por cuarto Kong (四槓算了 Sūkan sanra?): Ocurre si 2 o más jugadores declaran un cuarto Kong (cuarteto) en una misma partida.

## Reglas

### Generales
Para poder seguir explicando el desarrollo del juego necesitamos introducir estos tres conceptos. Un pung, pon o trío (碰, pèng o ポン) está formado siempre por tres fichas idénticas. Por ejemplo: tres dragones blancos, tres vientos Oeste, tres 7 de bambúes, etc. Un chow, chī o escalera (吃 o チー) está formado por tres fichas consecutivas del mismo palo. Es decir, son chow los conjuntos (1 discos, 2 discos, 3 discos), (7 bambúes, 8 bambúes, 9 bambúes), (4 caracteres, 5 caracteres, 6 caracteres), etc. Un kong, kan o cuarteto (槓, 杠, gàng o カン) está formado por cuatro fichas idénticas (los cuatro dragones blancos, los cuatro 7 de discos…), es decir, es lo mismo que un pung pero con cuatro fichas en lugar de tres. Sin embargo, las formaciones pung y chow son "normales" y la formación kong es "excepcional", como más tarde se verá. Obsérvese que no se pueden formar chow con los vientos ni los dragones, solamente es posible usarlos para formar pung o Kong.
Cuando un jugador tiene en su mano un pung, chow o kong, que ha conseguido ya sea bien porque se lo repartieron entre sus fichas iniciales, o que ha logrado a base de descartar y robar fichas de la muralla, se dice que estas formaciones son "ocultas". Una combinación oculta permanece así hasta que el jugador hace mahjong, es decir, no manifiesta al resto de jugadores que las tiene, excepto en el caso del kong. Si un jugador tuviese un kong y no dijera nada, no podría hacer mahjong, puesto que le faltaría una ficha para poder formar cuatro combinaciones y el par de ojos (ver el apartado siguiente). Por eso, si un jugador tiene un kong oculto, ha de declararlo antes de que finalice la partida (antes de finalizar cualquiera de sus turnos).

### Kong ocultos o cerrados
Para declarar un kong oculto, en cualquier momento dentro de su turno, el jugador baja ante sí las cuatro fichas del kong, y recibe una teja adicional, la cual se toma no del primer lugar libre de la muralla, sino del Muro muerto (esta zona de la muralla se llama también "caja de kong" o "caja de dora"). El kong que se ha bajado sobre la mesa se pone de forma que queden boca arriba las dos tejas de los extremos, y vueltas boca abajo las dos centrales (o a la inversa); este kong tiene la consideración de "kong oculto" o Kong cerrado, a pesar de que está sobre la mesa, puesto que ha sido confeccionado sin ayuda de otros jugadores. Otro modo equivalente de hacer esto es dejar tres fichas boca arriba y la del extremo derecho boca abajo. Además, en los sets japoneses se revela una ficha del muro muerto para indicar el dora y se mostrará otra ficha cada vez que altera el muro muerto al hacer kong.

### Mano legal
El objetivo de todos los jugadores en cada partida es siempre el mismo: hacer mahjong. Una mano legal es de 14 fichas. Todos los jugadores tienen 13 fichas en su mano y solo se puede ganar una partida si un jugador roba una ficha de la muralla (victoria por robo de la muralla, Tsumo en sets japoneses) o robando una ficha que haya descartado otro jugador (victoria por descarte, Ron en sets japoneses). Sin contar con otro tipo de manos, el objetivo es obtener 4 combinaciones y el par de ojos. La lista de las combinaciones es la siguiente:
Normales
- Cuatro pung y el par de ojos (14 fichas)
- Tres pung, un chow, y el par de ojos (14 fichas)
- Dos pung, dos chow, y el par de ojos (14 fichas)
- Un pung, tres chow, y el par de ojos (14 fichas)
- Cuatro chow y el par de ojos (14 fichas)

Especiales
- Un kong, un pung, dos chow y el par de ojos (15 fichas)
- Un kong, dos pung, un chow y el par de ojos (15 fichas)
- Un kong, tres pung y el par de ojos (15 fichas)
- Un kong, tres chow y el par de ojos (15 fichas)
- Dos kong, un pung, un chow y el par de ojos (16 fichas)
- Dos kong, dos pung y el par de ojos (16 fichas)
- Dos kong, dos chow y el par de ojos (16 fichas)
- Tres kong, un pung, y el par de ojos (17 fichas)
- Tres kong, un chow, y el par de ojos (17 fichas)
- Cuatro kong y el par de ojos (18 fichas)

Una variante del juego es jugar limitando la cantidad de chow permitidos a uno, de esta manera se agrega dificultad al juego y las siguientes combinaciones no serían válidas:
- Dos pung, dos chow, y el par de ojos (14 fichas)
- Un pung, tres chow, y el par de ojos (14 fichas)
- Cuatro chow y el par de ojos (14 fichas)
- Un kong, un pung, dos chow y el par de ojos (15 fichas)
- Un kong, tres chow y el par de ojos (15 fichas)
- Dos kong, dos chow y el par de ojos (16 fichas)

#### Mano lista
Cuando el jugador le falta una ficha para ganar (por ejemplo:             , esperando: , , o , si  cuenta como el par de ojos), la mano contará como mano lista (tenpai (聴牌?)  Chino tradicional: 聽牌, Chino simplificado: 听牌). Es común que una mano esperara 2 o 3 fichas, y algunas variantes aumentan puntos si se declaran mano lista. Esto se declara en algunas variantes de mahjong, pero no en otras.
En sets japoneses y coreanos, si el jugador no ha declarado fichas (salvo los kong ocultos), pueden declarar rīchi (立直, fonéticamente conocido en inglés como reach), colocando uno de sus palos de 1000 puntos a la mesa (a modo de apuesta) y la ficha en horizontal boca arriba. Los jugadores con rīchi declarado no pueden interrumpir para pedir chows, pungs ni kongs, y descartará todas las fichas que han robado de la muralla. Solo se pueden interrumpir para declarar kongs ocultos o para declarar mahjong. Los jugadores que hicieron rīchi pero pierden, son penalizados en puntaje. Los jugadores que hicieron rīchi y ganan, aumentará su puntaje en mayor medida además de mostrar la(s) ficha(s) inferior(es) del muro muerto.

### Interrupción para usar fichas descartadas
Como se ha dicho anteriormente, cada jugador en su turno roba de la muralla (con lo cual momentáneamente tiene 14 fichas), y luego, si no tiene mahjong formado, descarta una, volviendo al número de 13. Pero muchas veces le gustaría tomar la ficha que alguien ha descartado en lugar de tomar una de la muralla, lo cual podrá hacer de esta manera:

#### Declarando Pungs
Si cualquier jugador descarta una ficha, y otro tiene en la mano dos fichas idénticas a la descartada, puede reclamar para sí la ficha descartada, diciendo "pung" ("pon" en los sets japoneses). Al hacerlo, el juego interrumpe la secuencia normal, y se prosigue el turno por el jugador que reclamó el descarte, quien debe descartarse entonces de una ficha, continuando luego normalmente. Pongamos un ejemplo: Norte roba de la muralla y se descarta de un 4 de caracteres. Le tocaría jugar al Este, pero el Oeste tiene en la mano dos 4 de caracteres, y dice "pung". En ese momento, el Oeste toma de la mesa el 4 de caracteres y la coloca a la vista junto a las dos que tenía ocultas y descarta otra ficha. Prosigue jugando de nuevo el Norte (que es el jugador siguiente al Oeste), etc.
Observaciones importantes:
- Solamente puede haber un jugador en condiciones de decir pung ante una ficha descartada, ya que recordemos que hay cuatro fichas de cada, una de las cuales se ha descartado, por lo que no pueden tener dos jugadores dos fichas más cada uno en la mano.
- En cuanto el jugador dice "pung", y como comprobación de que efectivamente tenía las dos fichas que necesitaba, bajará delante de sí el trío que ha formado, con las fichas a la vista (se quedarán así el resto de la partida). Cuando esto ocurre se dice que el pung es "expuesto" o que está "visto". A continuación el jugador hace el descarte, y se continúa por el siguiente jugador.
- Un jugador puede reclamar su pung en cuanto se descarta la ficha apropiada, y sigue teniendo derecho a ello mientras el siguiente jugador no haya efectuado su descarte, incluso aunque haya robado de la muralla. Si esto ocurre, es decir, si un jugador reclama pung después de que el jugador siguiente ha robado, como el turno va a saltarse, este devolverá a la muralla la ficha que robó (y que posiblemente ya ha visto).

Esta regla se puede modificar optando que en cuanto el jugador siguiente robo de la muralla se perdió el derecho a reclamar el "pung", esto incrementa la dificultad del juego y hace que se esté muy atento al mismo.

#### Kongs expuestos o abiertos
Las reglas son similares al caso del pung, pero diciendo "kong" ("Kan" o Quad" en los sets japoneses y americanos, respectivamente) en lugar de "pung". Un kong también tiene preferencia sobre el chow. Cuando se consigue un kong de este modo, pidiendo una ficha descartada, el kong que resulta es de tipo "expuesto", y se pone frente al jugador con todas las tejas vistas durante el resto de la partida.

#### Declarando Chows
Si un jugador se descarta de una ficha, solo podrá reclamarla para formar un chow con ella el jugador siguiente; para hacerlo, dirá la palabra "chow" ("chi" en los set japoneses), y en lugar de robar de la muralla tomará la ficha recién descartada. Es necesario que este jugador tenga ya otras dos fichas del chow que está formando, y como en el caso del pung, volverá frente a él el chow, que queda entonces "expuesto" el resto de la partida.
Observaciones:
- Un chow no altera el turno de juego, ya que solo puede pedirlo el jugador siguiente en turno (es decir, el de la derecha). La excepción se da cuando un jugador espera formar un chow para hacer mahjong (en ese caso puede robar la ficha de cualquier jugador, no solo del de su izquierda).
- Si una ficha es reclamada a la vez por el jugador siguiente para chow, y por otro para pung, prevalece quien reclama pung, el cual se la llevará.
- Si el jugador siguiente a quien descarta una ficha roba de la muralla, ya no puede devolverla y en su lugar reclamar chow, es decir, el derecho se pierde en cuanto se roba.

#### Haciendo Mahjong
Cuando un jugador está a falta de una sola ficha para hacer mahjong, puede pedirla en caso de que la descarte cualquier jugador o lo robe de la muralla o del muro muerto, en caso de kong; lo hará diciendo "mahjong", tomará la ficha de la mesa, y la partida habrá concluido, volteando boca arriba todas las fichas y pasándose a calcular la puntuación. Obsérvese que para hacer mahjong podemos pedir cualquier ficha, incluso aunque sea para el par de ojos.
Al descartar
La primera forma de ganar es que se puede declarar "mahjong" si un jugador intercepta el descarte o la formación de kong de otro (en los sets japoneses dirán "ron"). Si una ficha es deseada por otros jugadores para pung, kong o chow, tiene prioridad aquel que la solicite para hacer mahjong y, en sets japoneses, intercepta al jugador que hizo kong. Si son varios los jugadores que reclaman la teja para hacer mahjong (Doble o Triple ron en sets japoneses), la conseguirá el que esté situado primero respecto de quien descartó la ficha, contando siempre en el sentido del juego (es decir, en sentido antihorario) o se comparará en puntaje siempre en el sentido del juego a los jugadores que tengan la mejor mano. 
Robando de la muralla
La última forma de ganar es que también se puede declarar "mahjong" si un jugador roba una ficha necesaria de la muralla, o del muro muerto en caso de kong (en los sets japoneses dirán "tsumo"). En ese caso, el puntaje al declarar mahjong por robo es mayor que declararlo por descarte. 
Los puntos extra también aumenta el puntaje si el viento este (el jugador que inició el turno) ganó al sacar la ficha de la muralla, o uno de los jugadores reclama la ficha al jugador Este para completar la mano de victoria.

## Puntuación
Una vez determinado el jugador que ha hecho mahjong en una partida, se contarán los puntos que ha conseguido, que le serán pagados por los otros tres jugadores; sin embargo, los otros tres jugadores no pagan los mismos puntos entre sí, ya que hay que tener en cuenta quién descartó la ficha que sirvió al ganador para hacer mahjong (si es que no ha ganado robando de la muralla). Un perdedor paga doble si descartó la ficha que sirvió para hacer mahjong al ganador.
Una variante es obviar esta penalización por el descarte, evitando que en el caso de que el ganador sea el viento reinante el que descartó la ficha pague cuádruple (doble por la penalización y doble por ganar el viento reinante de la vuelta).
Pongamos algunos ejemplos (los puntos básicos conseguidos todavía no sabemos calcularlos, así que los fijaremos arbitrariamente):
Caso 1
Ganador: Oeste, robando la última ficha de la muralla (Tsumo en sets japoneses)
Pagan Este, Norte y Sur:
Todos la puntuación del Oeste x2 (es decir, el doble de su puntuación).
Caso 2
Ganador: Oeste, robando una ficha que descartó Norte (Ron en sets japoneses)
Pagan Este, Norte y Sur:
Este: puntuación del jugador Oeste
Norte: el doble de la puntuación del jugador Oeste
Sur: puntuación del jugador Oeste
Caso 3
Ganador: Este, robando una ficha que descartó Norte (Ron en sets japoneses)
Pagan Oeste, Norte y Sur:
Oeste: puntuación del jugador Este
Norte: puntuación del jugador Este x2
Sur: puntuación del jugador Este
Recordemos que, además, en todos los casos si el ganador había repartido las fichas (es decir, si era "viento de asiento"), el hecho haber ganado le da derecho a repetir y esto tantas veces como sea capaz de ganar.
Resaltemos que lo primero que ha de hacerse es la conversión de los faan obtenidos en puntos, y luego duplicar estos puntos si procede. Por ejemplo, si se obtienen 6 faan, esto se corresponde con 16 puntos, y si algún jugador debe pagar doble, pagará 32 puntos. En sets japoneses, en vez de Faan, utiliza múltiplos para la puntuación.
Bien, pero aún queda por ver el modo que permite calcular lo que hemos llamado "puntuación básica" de la jugada. Este cálculo no se hace directamente en puntos (como en sets japoneses), sino en "fan" (como en sets chinos o de otras variantes), y de aquí una tabla nos da la puntuación directamente.
La tabla de pagos es la siguiente:
| N.º fan | Puntos | Por descarte           | De la muralla            |
| ------- | ------ | ---------------------- | ------------------------ |
| 0       | 1      | 1+1+2 = 4 puntos       | ----                     |
| 1       | 2      | 2+2+4 = 8 puntos       | 4+4+4 = 12 puntos        |
| 2       | 4      | 4+4+8 = 16 puntos      | 8+8+8 = 24 puntos        |
| 3       | 8      | 8+8+16 = 32 puntos     | 16+16+16 = 48 puntos     |
| 4,5,6   | 16     | 16+16+32 = 64 puntos   | 32+32+32 = 96 puntos     |
| 7,8,9   | 32     | 32+32+64 = 128 puntos  | 64+64+64 = 192 puntos    |
| 10+     | 64     | 64+64+128 = 256 puntos | 128+128+128 = 384 puntos |

Por ejemplo, si calculamos que una jugada tiene 5 fan, y mirando en la tabla observamos que estos 5 fan corresponden con 16 puntos, que sí será ya la puntuación básica, a la que aplicaremos las correcciones de duplicación descritas, si procede. Nos resta la descripción del sistema de asignación de fan a un mahjong concreto; esta operación condiciona todo el juego, ya que los jugadores procurarán conseguir unas u otras jugadas teniendo en cuenta lo valiosas que sean. Hay una serie de observaciones y reglas que pueden mencionarse:
a) Hacer mahjong, es decir, obtener cuatro combinaciones y el par de ojos no proporciona ningún fan por el mero hecho de haberlo conseguido.
b) El número máximo de fan que pueden conseguirse son 10, es decir, si se alcanzan los 10 fan no se sigue contando, aunque falten combinaciones por considerar.
c) Es posible obtener 0 fan, y por tanto 1 punto, sobre todo si se juega con reglas en las que no se establece una mano mínima para ganar; a esta mano de 0 fan se le llama "Mano vacía" o "mano del pollo". En el juego original de la antigua China el conjunto de reglas de puntuación es tan completo que la mano del pollo resultaba imposible, es decir, cualquier combinación que daba lugar al mahjong tenía siempre algún fan.
En el apartado que sigue se explica el sistema de asignación de faan. Por último, es importante resaltar que un ganador de mahjong puede obtener muy pocos puntos, o cientos en una sola partida, dependiendo de lo afortunada que sea, por lo que al final un jugador que cierre muy pocas veces pero con combinaciones difíciles puede obtener muchos más puntos que otro que cierre a menudo con combinaciones de baja puntuación.

### Sistema de obtención de los fan
Las reglas que a continuación se exponen van ordenadas en número de fan. Estas reglas no son excluyentes entre sí, y de hecho se aplicarán todas las que sea posible a cada mahjong; se van indicando los faan obtenidos, y a continuación las circunstancias que propician este logro. Por otra parte, hay que tener en cuenta que cuando se hable de combinaciones vistas u ocultas nos referiremos siempre a pung, chow o kong, el par de ojos no entra en esta consideración.

#### 1 fan
- Todo chow: mahjong formado por cuatro chow y el par de ojos.
- Pung o Kong de Viento propio
- Pung o Kong de Viento dominante
- Por cada flor o estación del viento propio: cada flor o estación lleva un número que lo asocia con un viento. El 1 se asocia al Este, el 2 al Sur, el 3 al Oeste y el 4 al Norte. Así, si el jugador Oeste tiene la flor 3 se añadiría 1 fan.
- Por no tener ninguna flor o estación.
- Por cerrar de la muralla, es decir, cerrar no cogiendo un descarte. (Esta circunstancia además conlleva la duplicación de puntos, como ya sabemos).
- Cerrar con la última ficha de la muralla o su descarte. Hay que recordar que la última ficha de la muralla es justo la anterior a la primera ficha del muro muerto. También conocido como "coger la luna desde el fondo del mar".
- Cerrar con una ficha extra tras declarar un Kong.
- Cerrar con Robo de Kong: cerrar con una ficha con la que otro jugador ampliaba un Pung expuesto a Kong.

#### 2 fan
- Tener todas las flores o todas las estaciones (solo en ciertos sets): tener las 4 fichas de flores o las 4 de estaciones.

#### 3 fan
- Todo pung: tener 4 pung/kong y la pareja.
- Mano semipura: todas las fichas son del mismo palo, más honores.

#### 4 fan
- Tres pequeños dragones: tener pung/kong de dos dragones y la pareja del tercero. Evidentemente, se ha de hacer mahjong con 4 combinaciones y la pareja.
- Siete pares: tener 7 parejas de fichas. Esta es una jugada especial que no sigue la regla de las 4 combinaciones y la pareja.

#### 6 fan
- Mano pura: tener todas las combinaciones (y la pareja) formadas por fichas de un mismo palo.

#### 10 fan
- Tesoro escondido: tener 4 pung/kong (y la pareja) todo oculto.
- Todo kongs: tener 4 kongs y una pareja.
- Tres grandes sabios o Tres grandes dragones: tener pung/kong de los 3 dragones y cualquier otra combinación, más la pareja.
- Cuatro pequeños vientos: tener pung/kong de 3 de los vientos y una pareja del cuarto, y cualquier otra combinación.
- Todo Honores: tener todas las combinaciones (pung/kong y la pareja) formadas solo por fichas de honores (dragones y vientos).
- Todo Terminales: tener todas las combinaciones (pung/kong y la pareja) formadas solo por fichas de terminales (fichas 1 y 9 de los palos).
- Dragón de Jade: tener un pung/kong de dragones verdes, y el resto pung/kong de Bambúes (además de la pareja).
- Dragón de Rubí: tener un pung/kong de dragones rojos, y el resto pung/kong de Caracteres (además de la pareja).
- Dragón de Perla: tener un pung/kong de dragones blancos, y el resto pung/kong de Discos (además de la pareja).
- Mano rápida: hacer mahjong durante la primera ronda con la ficha robada del muro.
- Nueve puertas: tener 1-1-1-2-3-4-5-6-7-8-9-9-9 de un mismo palo y oculto, y cerrar con una ficha cualquiera de ese mismo palo.
- Trece huérfanos: tener 1 y 9 de cada palo, uno de cada uno de los dragones y uno de cada uno de los vientos, y una ficha más igual a las descritas.

### Puntos obtenidos con los fan
| N.º fan | Puntos | Por descarte           | De la muralla            |
| ------- | ------ | ---------------------- | ------------------------ |
| 0       | 1      | 1+1+2 = 4 puntos       | ----                     |
| 1       | 2      | 2+2+4 = 8 puntos       | 4+4+4 = 12 puntos        |
| 2       | 4      | 4+4+8 = 16 puntos      | 8+8+8 = 24 puntos        |
| 3       | 8      | 8+8+16 = 32 puntos     | 16+16+16 = 48 puntos     |
| 4,5,6   | 16     | 16+16+32 = 64 puntos   | 32+32+32 = 96 puntos     |
| 7,8,9   | 32     | 32+32+64 = 128 puntos  | 64+64+64 = 192 puntos    |
| 10 o +  | 64     | 64+64+128 = 256 puntos | 128+128+128 = 384 puntos |

### Jugar con flores y estaciones
Las fichas de flores y estaciones son fichas suplementarias que solo sirven para sumar puntos. Está disponible en sets chinos o de algunas variantes y de forma opcional en sets japoneses y de 3 jugadores.
Cuando un jugador roba una flor de la muralla, inmediatamente la vuelve frente a sí, en la zona en que se colocan las combinaciones vistas, y vuelve a tomar otra ficha (ya que la flor no cuenta para hacer ninguna combinación, y de no hacerlo así se quedaría con una ficha de menos); la nueva ficha que reemplaza a la flor se tomará del muro muerto, no del lugar normal de donde se toman las fichas. Si recibe una segunda flor, se repite esto mismo, etc.
Nada más repartirse las fichas, al inicio del juego, cada jugador descubre las flores que ha recibido (si ha recibido alguna, claro está), e irán cogiendo por orden (primero el Este, luego el Sur, después el Oeste y por último el Norte) las fichas que reemplazan a las flores, tomándolas siempre del muro muerto, y empezando por sí mismo; si entre las nuevas fichas hay flores se repite la operación, como en el caso anterior se ha dicho.
El resto del juego es de la misma manera, así que el único efecto de las flores es incrementar los faan obtenidos.

### Errores cometidos durante el juego: penalizaciones
Es relativamente frecuente, sobre todo entre principiantes, cometer algún error o infracción. La más grave consiste en cantar mahjong, y cuando se está calculando la puntuación, descubrir que no se había obtenido; a esto se llama "falso mahjong", y la pena consiste en que quien lo cometió paga los puntos correspondientes a 2 faan a cada uno de los otros tres jugadores, sin aplicarse entonces reglas que puedan duplicar esta cifra. La partida se repite, sin que cambie el viento de asiento. Aunque parezca una regla dura, es conveniente aplicarla sin dudar.
Otro error corriente entre novatos, cometido generalmente por descuido al robar de la muralla, consiste en quedar con un número mayor o menor de fichas de las que se deberían tener. Estos casos se llaman "gran eunuco" y "pequeño eunuco", respectivamente. Aquí no hay penalización, salvo si el jugador canta mahjong, que necesariamente sería falso, simplemente el "eunuco" no puede ganar la partida. Por eso, los jugadores en esta circunstancia están interesados en llegar a partida nula, es decir, procurarán que se agoten todas las fichas válidas de la muralla.
En los otros errores conviene ser indulgente; así, si un jugador dice "pung" y luego resulta que no tiene las dos fichas necesarias, bastará con deshacer la jugada y continuar normalmente, etc.

## Variantes de juego
Todas las variantes de mahjong tienen reglamentos y puntajes distintos, además de cambios en el número de fichas y eventualmente más manos limitadas y puntajes más complejos. Estos son los reglamentos actuales para cada variante:
- Reglas de Competición de Mahjong o RCM (también llamadas, Reglas Chinas Internacionales Oficiales o Reglas Chinas Oficiales): son las reglas usadas en la gran mayoría de los torneos oficiales. Son unas reglas con una gran cantidad de jugadas, lo que le da complejidad y belleza al juego.
- Reglas Americanas Modernas: son las reglas más extendidas y jugadas en los Estados Unidos. Utilizan Jokers y Charleston (se intercambian fichas antes de comenzar cada partida).
- Reglas Europeas Clásicas: son unas reglas antiguas que todavía siguen proponiéndose como reglas ejemplo en algunos juegos de mahjong de fabricación española.
- Reglas Japonesas: una de las reglas japonesas más extendidas que, incluso, se han encontrado en diversos videojuegos. Además de cambiar el puntaje de Faan a Yaku y a los palos de puntos, existe el método Riichi (立直) para declarar mano lista y el Dora (ドラ) que aumentará el puntaje de dichos palos. Además, existe el reglamento de descartes sagrados, en donde los jugadores no pueden ganar por descarte en esta situación. Se utilizan en varios torneos de Japón y Europa.[4]
- Reglas Tailandesas: reglas en las que se agregan jokers específicos, animales y flores extra, teniendo un total de 168 fichas.
- Reglas Taiwanesas: reglas en las que las manos son de 16 fichas.
- Reglas de 3 jugadores: reglas en que los sets usan menos fichas que el original, debido a que solo participan 3 jugadores. Una variante de las reglas japonesas, coreanas, filipinas y de Malasia. Se usan flores o comodines, se omiten un set completo o solo usan los terminales de ese set, no se admite Chow, y se considera un juego rápido.[5]

## Comparativa
| Variación                                            | Hong Kong original | Competencia | Japonés   | 3 jugadores y Coreano | Hong Kong renovado | Taiwanés | Americano | Clásico   | Singapurense | Malayo | Malayo de 3 jugadores | Vietnamita | Sichuan |
| ---------------------------------------------------- | ------------------ | ----------- | --------- | --------------------- | ------------------ | -------- | --------- | --------- | ------------ | ------ | --------------------- | ---------- | ------- |
| Letras (en Hanzi)                                    | Sí                 | Sí          | Sí        | Sí                    | Sí                 | Sí       | Sí        | Sí        | Sí           | Sí     | No                    | Sí         | Sí      |
| Círculos                                             | Sí                 | Sí          | Sí        | Sí                    | Sí                 | Sí       | Sí        | Sí        | Sí           | Sí     | Sí                    | Sí         | Sí      |
| Bambú                                                | Sí                 | Sí          | Sí        | Parcial               | Sí                 | Sí       | Sí        | Sí        | Sí           | Sí     | No                    | Sí         | Sí      |
| Dragones                                             | Sí                 | Sí          | Sí        | Sí                    | Sí                 | Sí       | Sí        | Sí        | Sí           | Sí     | Sí                    | Sí         | No      |
| Vientos                                              | Sí                 | Sí          | Sí        | Parcial               | Sí                 | Sí       | Sí        | Sí        | Sí           | Sí     | Sí                    | Sí         | No      |
| Flores                                               | Sí                 | Sí          | No        | Sí                    | Sí                 | Sí       | Sí        | Sí        | Sí           | Sí     | Sí                    | Sí         | No      |
| Estaciones                                           | Sí                 | Sí          | No        | Parcial               | Sí                 | Sí       | Sí        | Sí        | Sí           | Sí     | Sí                    | Sí         | No      |
| 4 artes y 4 profesiones / Emperadores y emperatrices | No                 | No          | No        | No                    | No                 | No       | No        | No        | No           | Sí     | No                    | Sí         | No      |
| Animales                                             | No                 | No          | No        | No                    | No                 | No       | No        | No        | Sí           | Sí     | Sí                    | No         | No      |
| Jokers                                               | No                 | No          | No        | No                    | No                 | No       | Sí        | No        | Parcial      | Sí     | Sí                    | Sí         | No      |
| Puntuación base                                      | faan               | faan        | Múltiplos | Simple                | faan               | Simple   | Americano | Múltiplos | faan         | faan   | faan                  | faan       | Varía   |
| Puntuación                                           | Ganador            | Ganador     | Ganador   | Ganador               | Ganador            | Ganador  | Ganador   | Todos     | Ganador      | Todos  | Todos                 | Ganador    | Varía   |
| Este doble                                           | Sí                 | No          | Sí        | No                    | Sí                 | Sí       | Sí        | Sí        | Sí           | Sí     | Sí                    | No         | No      |
| Descartes sagrados                                   | No                 | No          | Sí        | Sí                    | No                 | No       | No        | No        | No           | No     | No                    | No         | No      |
| Chows expuestos                                      | Sí                 | Sí          | Sí        | No                    | Sí                 | Sí       | Sí        | Sí        | Sí           | Sí     | Sí                    | Sí         | No      |
| Riichi                                               | No                 | No          | Sí        | Parcial               | No                 | No       | No        | No        | No           | No     | No                    | No         | No      |
| N.º de fichas por mano                               | 14                 | 14          | 14        | 14                    | 14                 | 17       | 14        | 14        | 14           | 14     | 14                    | 14         | Varía   |
| Puntaje mínimo (en unidades)                         | 3f                 | 8           | 1y        | 2p                    | 5f                 | 7/10t    | Varía     | 3f        | 2u           | ?      | 5f                    | ?          | Varía   |

### Mahjong solitario
En occidente, el mahjong se le conoce principalmente solo indirectamente a través de versiones de juego para solitarios, llamados Shangais, pero conocidas popularmente con el mismo nombre de Mahjong; dichos juegos presentan reglas más simples y cuya regla general es emparejar fichas de Mahjong, siendo los solitarios Shangais popularizados por internet a través de juegos en línea.

## Glosario
| Español                                                           | Chino | Japonés | Comentarios |
| ----------------------------------------------------------------- | --- | --- | --- |
| Simples                                                           | en chino tradicional, 數牌; en chino simplificado, 数牌; pinyin, shùpái; jyutping, sou3paai2 | en japonés: 数牌, romanizado: shūpai o sūpai                                                                        | |
| Bambús (Palos)                                                    | en chino, 索子; pinyin, suǒzi; jyutping, sok3zi2 | en japonés: 索子, romanizado: sōzu                                                                                  | Originalmente significa barra de 100 peniques.                                                                                        |
| puntos (Círculos, Ruedas, Piedras)                                | en chino, 筒子; pinyin, tǒngzi; jyutping, tung4zi2 en chino tradicional, 餅子; en chino simplificado, 饼子; pinyin, bǐngzi                                                                                  | en japonés: 筒子, romanizado: pinzu                                                                                 | Originalmente significaba peniques.                                                                                                   |
| Letras (en Kanji) Números Millardos                               | en chino tradicional, 萬子; en chino simplificado, 万子; pinyin, wànzi; jyutping, maan6zi2 | en japonés: 萬子, romanizado: wanzu o manzu                                                                         | Originalmente significa 10000 peniques.                                                                                               |
| Honores                                                           | en chino, 字牌; pinyin, zìpái; jyutping, zi6paai2 en chino, 番子; pinyin, fānzi; jyutping, faan1zi2 | en japonés: 字牌, romanizado: tsūpai o jihai                                                                        | |
| Vientos                                                           | en chino tradicional, 風牌; en chino simplificado, 风牌; pinyin, fēngpái; jyutping, fung1paai2 | en japonés: 風牌, romanizado: fonpai or kazehai                                                                     | |
| Dragones                                                          | en chino, 箭牌; pinyin, jiànpái; jyutping, zin3paai2 | en japonés: 三元牌, romanizado: sangenpai, lit. 'los 3 fundamentos'                                                 | |
| Blanco                                                            | en chino, 白板; pinyin, báibǎn; jyutping, baak6baan2; literalmente, ‘blank tile/to be stone-broke’ | en japonés: 白, romanizado: haku                                                                                    | |
| Rojo                                                              | en chino, 中; pinyin, zhōng; jyutping, zung1; literalmente, ‘center or middle’ en chino tradicional, 紅中; en chino simplificado, 红中; pinyin, hóngzhōng; jyutping, hung4zung1; literalmente, ‘red center’ | en japonés: 中, romanizado: chun                                                                                    | Originalmente como quinto viento. |
| Verde                                                             | en chino, 發; pinyin, fā; jyutping, faat3; literalmente, ‘fortune tile’ en chino, 發財; pinyin, fācái; jyutping, faat3coi4; literalmente, ‘to get rich’                                                     | en japonés: 發, romanizado: hatsu                                                                                   | Ingresó al set en 1890. |
| Chow                                                              | en chino tradicional, 順子; en chino simplificado, 顺子; pinyin, shùnzi; jyutping, seon6zi2 | en japonés: 順子, romanizado: shūntsu or jūntsu                                                                     | Corrida de tres fichas del mismo palo.                                                                                                |
| Pong                                                              | en chino, 刻子; pinyin, kèzi; jyutping, haak1zi2 | en japonés: 刻子, romanizado: kōtsu                                                                                 | Tres fichas idénticas de una misma especie.                                                                                           |
| Kong                                                              | en chino tradicional, 槓子; en chino simplificado, 杠子; pinyin, gàngzi; jyutping, gong3zi2 | en japonés: 槓子, romanizado: kantsu                                                                                | Cuatro fichas idénticas de una misma especie.                                                                                         |
| Kong ocultos                                                      | en chino tradicional, 暗槓; en chino simplificado, 暗杠; pinyin, àn gàng; jyutping, am³gong3 | en japonés: 暗槓子, romanizado: ankantsu                                                                            | |
| (Formando un Chow del descarte)                                   | (Mandarín) en chino, 吃; pinyin, chī (Cantonese) en chino, 上; jyutping, soeng6 | en japonés: チー, romanizado: chī                                                                                   | |
| (Formando un Pong del descarte)                                   | en chino, 碰; pinyin, pèng; jyutping, pung3 | en japonés: ポン, romanizado: pon                                                                                   | |
| (Formando un Kong)                                                | en chino tradicional, 槓; en chino simplificado, 杠; pinyin, gàng; jyutping, gong3 | en japonés: カン, romanizado: kan                                                                                   | |
| Declarando Mahjong                                                | (Mainland China) en chino, 和; pinyin, hú (Taiwán) en chino, 胡; pinyin, hú (Cantonese) en chino, 食糊; jyutping, sik6wu4                                                                                   | en japonés: 和了, romanizado: hōra en japonés: アガリ, romanizado: agari                                            | Al declarar una mano completa. |
| Robando de la muralla                                             | en chino, 自摸; pinyin, zìmō; jyutping, zi6mo1 | en japonés: ツモ o 自摸, romanizado: tsumo en japonés: 自摸和, romanizado: tsumoagari                               | Robando la ficha requerida para completar la mano legal en su turno.                                                                  |
| (Declarando Mahjong desde el descarte)                            | | en japonés: ロン, romanizado: ron en japonés: 栄和, romanizado: ron'agari en japonés: 出和了り, romanizado: deagari | |
| (Descartando una ficha desde la que otro jugador declara mahjong) | (Mandarín) en chino, 放炮; pinyin, fàngpào (Cantonese) en chino tradicional, 出衝; en chino simplificado, 出冲; jyutping, ceot1cung1                                                                        | en japonés: 放銃, romanizado: hōjū en japonés: 振り込み, romanizado: furikomi en japonés: 当たり, romanizado: atari | |
| Mano lista                                                        | (Mandarín) en chino tradicional, 聽牌; en chino simplificado, 听牌; pinyin, tīngpái (Cantonese) en chino, 叫糊; jyutping, giu3wu4                                                                           | en japonés: テンパイ o 聴牌, romanizado: tenpai                                                                     | Una mano que está a una ficha de distancia de ganar.                                                                                  |
| Falso Mahjong                                                     | (Mainland China) en chino simplificado, 诈和; pinyin, zhàhú (Taiwán) en chino tradicional, 詐胡; pinyin, zhàhú (Cantonese) en chino, 詐糊; jyutping, zaa3wu4                                                | en japonés: 錯和, romanizado: chonbo                                                                                | Declarando Mahjong sin una mano legal.                                                                                                |
| Mano corta                                                        | en chino, 小相公; pinyin, xiǎoxiànggōng; jyutping, siu2soeng3gung1 | en japonés: 少牌, romanizado: shōhai                                                                                | Tener muy pocas fichas para ganar (por ejemplo, si un jugador se olvida de robar una ficha después de declarar un Kong).              |
| Mano larga                                                        | en chino, 大相公; pinyin, dàxiànggōng; jyutping, daai6soeng3gung1 | en japonés: 多牌, romanizado: tahai                                                                                 | Tener demasiadas fichas para ganar (por ejemplo, si un jugador saca una ficha por error después de llamar un pong desde un descarte). |
| Empates                                                           | en chino, 流局; pinyin, liújú; jyutping, lau4guk6 | en japonés: 流局, romanizado: ryūkyoku                                                                              | Cuando no haya jugadores que declararon victoria.                                                                                     |

- Mano celestial (天糊)
- 4 grandes vientos (大四喜)
- 3 grandes dragones (大三元)
- Todos los Kongs (十八羅漢)
- Todos los cuadros de honor (字一色)
- Trece huérfanos (十三幺)
- Mano de nueve puertas (九蓮宝燈)
- Medio Triples (四暗刻)
- Todo en Triples (對對糊)
- Conjunto mixto (混一色)
- Todo un conjunto (清一色)
- Mano común (平糊)
- Pequeños 3 dragones (小三元)
- Pequeños 4 vientos (小四喜)